# Diocesi di Tabunia
La diocesi di Tabunia (in latino: Dioecesis Tabuniensis) è una sede soppressa e sede titolare della Chiesa cattolica.

## Storia
Tabunia, nell'odierna Algeria, è un'antica sede episcopale della provincia romana della Mauritania Cesariense.
Unico vescovo conosciuto di questa diocesi africana è Quinto, il cui nome appare al 109º posto nella lista dei vescovi della Mauritania Cesariense convocati a Cartagine dal re vandalo Unerico nel 484; Quinto era già deceduto all'epoca della redazione di questa lista.
Dal 1933 Tabunia è annoverata tra le sedi vescovili titolari della Chiesa cattolica; dal 4 maggio 2002 il vescovo titolare è Leon Malyj, vescovo ausiliare di Leopoli dei Latini.

## Cronotassi

### Vescovi residenti
- Quinto † (prima del 484)

### Vescovi titolari
- José Eduardo Álvarez Ramírez, C.M. † (7 ottobre 1965 - 9 dicembre 1969 nominato vescovo di San Miguel)
- Jean Baptiste Bùi Tuần † (15 aprile 1975 - 30 dicembre 1997 succeduto vescovo di Long Xuyên)
- Jerzy Mazur, S.V.D. (23 marzo 1998 - 11 febbraio 2002 nominato vescovo di San Giuseppe a Irkutsk)
- Leon Malyj, dal 4 maggio 2002